# Хронология Кушанского царства
| Точная хронология истории Кушанского царства пока не установлена. Ниже представлена наиболее вероятная хронология, поддерживаемая большинством историков. Хронология и история восстановлены преимущественно по сохранившимся монетам, китайским летописям (в частности «Хоу Хань Шу» — История Поздней династии Хань) и отдельным индийским и греческим свидетельствам. По поводу имён царей и хронологии продолжаются споры. |

## Кочевой период
- 176—160 гг. до н. э. — изгнание юэчжей из бассейна реки Тарим в Синьцзяне.
- Около 135 год до н. э. — Юэчжи достигают границ Бактрии.

## Становление царства
- 18–27 — восстание краснобровых в Китае.

- Правление Герайоса, легендарного первого царя Кушан (Гуйшуан) (около 1—30 гг.).

- Правление Куджулы Кадфиза (около 30—80 гг.).
  - Объединение пяти племён Юэчжи под властью Кушан.
  - Поход объединённых Юэчжи на Бактрию. Основание Кушанского царства.
  - 47 год — отражение агрессии парфянской армии. Поход против подвластного Парфии царства Гандхара.
  - Около 50—70 гг. — поход и завоевание царства Цзибинь в северной Индии.

- Правление Вимы Такто (около 80—105 гг.).
  - 87 год — посольство в Китай с предложением династического брака. Убийство послов военачальником Бань Чао.
  - 90 год — разграбление кушанскими войсками города Яркенд, в месть за убийство дипломатов.

## Период расцвета
- 106 — вторжение римлян в Дакию.
- 128 — Птолемей составляет звёздный каталог.
- 184–205 — восстание Жёлтых повязок в Китае.

- Правление Вимы Кадфиза, первого Великого императора Кушан (около 105—127 гг.).

- Правление Канишки I Великого (около 127—147 гг.).
  - 138 год — римский император Антонин Пий принимает кушанских послов.
  - Проведение Четвёртого Буддийского Собора.

- Правление Васишки I (около 151—155 гг.).
  - Разрушение фамильного святилища кушанских царей в Сурх-Котале.

- Правление Хувишки I (около 155—187 гг.).

- Правление Васудэвы I, последнего Великого императора Кушан (около 191—230 гг.).

## Период распада
- Около 240 г. — установление вассальной (от Сасанидского Ирана) власти Кушаншахов на части кушанских земель.
- Середина IV века — возвышение в Балхе Кидара, основание государства Кидаритов.
- V век — вторжение «белых» гуннов-эфталитов.